# Great Baikal Trail

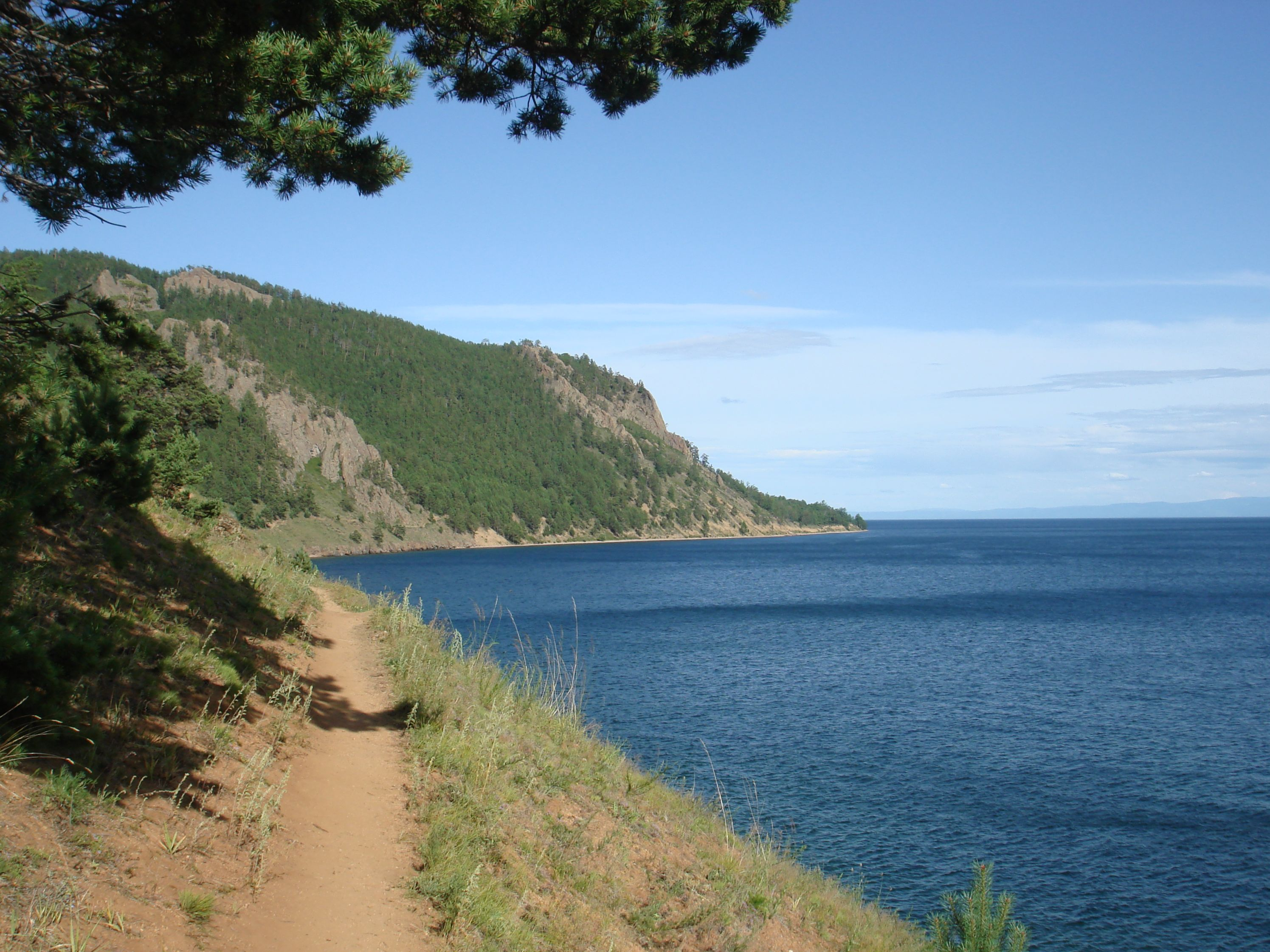
Der Great Baikal Trail nahe Bolschije Koty

Der Great Baikal Trail (Большая Байкальская Тропа Bolschaja Baikalskaja Tropa) ist ein Fernwanderweg um den Baikalsee in Sibirien (Russland). Seit 2003 wird an dem Weg ehrenamtlich gebaut, die Idee stammt schon aus den 1970er Jahren. Es war zunächst geplant, einen 1800 km langen Wanderweg nach internationalem Wegebaustandard zu schaffen, nun wird jedoch an einem ca. 2100 km Wegenetz gebaut. Man erwartet eine positive Wirkung auf die regionale Infrastruktur und den Umweltschutz. Der Great Baikal Trail ist noch nicht fertiggestellt, es können aber bereits erste Abschnitte genutzt werden, so der 100 km lange Frolikha Adventure Coastline Track. Jährlich finden mehrere Workcamps statt, während derer freiwillige Helfer aus aller Welt weiter an dem Weg bauen. In den letzten 13 Jahren, von 2003 bis 2015, wurden 211 Projekte durchgeführt mit insgesamt 5000 Freiwilligen aus 25 Ländern sowie 35 Städten Russlands. Dabei wurden mehr als 350 km Wanderwege erstellt.